# 格格纳喇氏
格格纳喇氏或称庶妃叶赫納喇氏，正黃旗滿洲人，武英殿大學士明珠之女，清朝康熙帝的嫔御（福晋级格格 ）:280。

## 生平
康熙十年（1671年）六月二十一日，遏必隆曾派人向太皇太后布木布泰請求，因女兒年幼，請求乳母陪同入宮陪伴一年或三年，操持喚醒、梳頭、洗臉等事，並獲得了太皇太后的許可。其後，內務府上奏稱：「都察院左都御史明珠，其女亦甚年幼。其入宮時，可否亦令其乳母隨入二月，使其適應。」同樣獲得太皇太后的許可。明珠的墓誌記他有三個女兒，長女嫁給正藍旗漢軍一等昭信伯、副將李天保（即與葉赫納喇氏同時入宮的格格李氏之堂侄），次女為溫王府大宗多羅貝勒延綬之嫡妻，而三女則早亡，未知葉赫納喇氏是此三女中的哪一位，但亦有可能是未被墓誌記錄的明珠女兒:281，因為明珠具體有幾個女兒目前仍然存疑。例如《愛新覺羅宗譜》就稱已革鎮國將軍德明的嫡妻為「大學士明玉」之女納喇氏，而「長白女子納蘭氏」所著的《繡餘詩稿》內有「侄永壽仁山父謹錄」字樣，可知此女亦為明珠之女，但未能確定她是否即為墓誌中所記的其中一個女兒，抑或是失載的明珠女兒。
康熙十年六月二十三日，正黃旗左都御史明珠之女葉赫納喇氏，以及鑲黃旗遏必隆公家、正白旗瓦爾達侍衛家、鑲紅旗參領華善家、鑲紅旗原任總兵官佟國璽家、正藍旗六品官李顯宗家的格格，在三位或四位家中女僕的陪同下，入住鍾粹宮，獲得與儲秀宮蒙古格格扎魯特博爾濟吉特氏相同的福晉級待遇，位分等級高於烏拉納喇氏等四位當時在康熙帝位下的小福晉庶妃，受到宮廷的相當重視，因此當代研究學者王冕森先生推測這六位出自八旗名門世家的格格可能是康熙帝後宮高級主位的候選人:280–281。
康熙十六年（1677年）五月二十四日，康熙帝決定對其後宮主位進行第一批的正式冊封，六位格格之中，只有李氏和王佳氏被冊封為嬪位，其餘四位格格並未被冊封。目前僅知佟氏奉旨退出宮中，回到娘家，而葉赫納喇氏與另外兩位格格則再無任何記載，未知是否回到娘家:281–282。根據《口奏綠頭牌白本檔案》的記載，康熙十六年六月初，後宮中除皇后鈕祜祿氏、貴妃佟氏、李氏等七位嬪之外，還有四位貴格格（貴人），其中一位貴格格享嬪級待遇，而此人即為日後的宣妃博爾濟吉特氏。若葉赫納喇氏此時仍在宮中，其位份等級及所享待遇必定低於福晉級（妃級），最高僅為貴格格級。

## 家世
康熙帝庶妃葉赫納喇氏與皇太極生母孝慈高皇后孟古哲哲、太祖側妃綽奇、乾隆帝舒妃同族，均為金台石之後裔。從堂親輩分上計算，孝慈高皇后與太祖側妃綽奇是她的姑祖母，而乾隆帝舒妃則是她的侄孫女:280。
根據譜牒記載，金台石第二子名為尼雅哈，入旗時原被編入正黃旗滿洲，封為騎都尉，後來因為在家中受到嫡母的虐待，皇太極便把他收入包衣旗分恩養，遂成為正黃旗包衣佐領下人，仕至郎中。尼雅哈生有四個兒子，長子名為鄭庫，承襲騎都尉爵位；第二子貞泰與第四子國立均早亡絕嗣，而庶妃葉赫納喇氏之父明珠則為尼雅哈的第三子，仕至大學士:280-281。
庶妃葉赫納喇氏之父明珠，生於天聰九年十月初十日，以鑾儀衛雲麾使入仕，升任內務府郎中。康熙三年，升任總管內務府大臣。康熙五年，升任內弘文院學士。康熙六年，奉康熙帝旨意歸隸原旗。康熙七年，升任刑部尚書。之後歷任都察院左都御史、兵部尚書、吏部尚書，並在康熙十六年升至武英殿大學士。康熙二十七年，降為內大臣，最終在康熙四十七年四月十七日病故，是康熙朝炙手可熱、權傾一時之重臣。另外，根據墓誌銘的記載，明珠娶和碩英親王阿濟格第五女為妻，生有三子三女。他的長子性德是康熙十五年進士，仕至頭等侍衛；第二子揆敘仕至左都御史，得謚文端，後來因為黨附和碩廉親王允禩而被追奪謚號；第三子揆方娶和碩康良親王傑書第八女郡主，為和碩額駙:281。